# Come & Get It
Come & Get It är den första singeln från den amerikanska sångerskan Selena Gomez första soloalbum Stars Dance. Sången skrevs av Ester Dean, Mikkel S. Eriksen och Tor E. Hermansen och producerades av StarGate. Sången släpptes för försäljning den 7 april 2013.

## Bakgrund
Påtänkt för ett släpp den 8 april 2013 började On Air with Ryan Seacrest streama "Come & Get It" online efter att sången läckte på internet tidigare den dagen. Sångtexten beskriver ett missbruk till ett problemfyllt förhållande, något som fick media att spekulera i att sången handlade om Gomez ex-pojkvän Justin Bieber. Dock förnekade hon det. "Come & Get It" var tidigare inspelad för Rihanna's album Unapologetic, men inkluderades inte i slutändan.

## Kritiskt mottagande
Efter släppet mottog sången blandade recensioner från kritiker, men Gomez berömdes för att ha gått vidare i en ny riktning och börjat utforska sin mognare musikaliska sida. Kyle Anderson från Entertainment Weekly beskrev sången som en "enkel och munter melodi med en hint av reggae."  Jessica Sager från Popcrush gav "Come & Get It" en mixad recension och angav att "sången är en risk. Gomez kan vinna nya fans med sången eftersom den är långt ifrån hennes vanliga bubbelgumpop, och hennes lojala Selenators kommer förmodligen att älska den hur som helst." Bradley Stern från MuuMuse.com tyckte "Come & Get It" var ganska monoton, men efter ett par upprepade lyssningar så "avslöjas låtens smittsamhet". Radiopersonligheten Peter Dee gav också sången en väldigt positiv recension och angav, "Ester Dean och Stargate har producerat ett spår som är en munter semester från allt annat våra popdivor framför på radio just nu. Hon må inte ha en stor röst som en annan Disney-stjärna, Demi Lovato, men Selena's röst är både sexig och lugnande."

## Liveframträdanden
Gomez framförde "Come & Get It" live för första gången på TV vid 2013 års upplaga av MTV Movie Awards den 14 april 2013. Hon framförde även singeln live i Ellen DeGeneres Show och Dancing with the Stars den 16 april.

## Topplistor
| Lista (2013)                       | Topplacering |
| ---------------------------------- | ------------ |
| Belgien (Flandern)                 | 2            |
| Belgien (Vallonien)                | 2            |
| Danmark (Tracklisten)              | 34           |
| Frankrike (SNEP)                   | 34           |
| Kanada (Canadian Hot 100)          | 6            |
| Mexiko (Billboard Mexican Airplay) | 1            |
| Nederländerna (Single Top 100)     | 84           |
| Nya Zeeland (RIANZ)                | 14           |
| Schweiz (Swiss Music Charts)       | 54           |
| Slovakien (IFPI)                   | 37           |
| Sydkorea (Gaon Chart)              | 35           |
| Tjeckien (IFPI)                    | 88           |
| USA (Adult Top 40)                 | 31           |
| USA (Billboard Hot 100)            | 6            |
| USA (Pop Songs)                    | 7            |
| Österrike (Ö3 Austria Top 40)      | 67           |

## Utgivningshistorik
| Land    | Datum        | Format           | Skivbolag         |
| ------- | ------------ | ---------------- | ----------------- |
| USA     | 7 april 2013 | Digital download | Hollywood Records |
| Sverige | 8 april 2013 | Digital download | Hollywood Records |